# Бачинський Роман Євгенович
Рома́н Євге́нович Бачи́нський (нар. 22 березня 1932,Львів — пом. 3 жовтня 2008) — український прозаїк. Член Національної Спілки письменників України з 2004 р.
Закінчив факультет журналістики Львівського університету ім. І. Франка. Учасник війни. Служив на флоті. Інвалід 1-ї групи.
Почесний професор Міжнародного фонду «Відродження».
Автор книжок повістей та оповідань «Лети, пір'їно, лети…», «Ванька», «Мелодія вербового гаю», «Стежки з дідусевого гаю», «Дожинок», «Шторм», «Ми врятовані, мамо…», «Центурія зацвіла восени», кіносценарію «Барви запізнілої осені» та ін.
Автор роману «Кривавиця», дослідницької книги «Скарби України», ряду оповідань на теми національно-визвольних змагань.
Співавтор дослідницько-публіцистичної праці «Літопис нескореної України».